# 上野
上野（うえの）は、東京都台東区の町名。また、上野駅を中心とした副都心。現行行政地名は上野一丁目から上野七丁目。住居表示実施済区域。

## 概要
広域地名としては浅草とともに上野・浅草副都心を形成する、上野駅を中心とする一帯の地域を指す。ここでいう上野エリアは、台東区上野・北上野・東上野・上野公園などからなり、日本最初の公園である上野恩賜公園（上野公園）や、デパートや飲食店などが集まる繁華街、喫茶店発祥の地を地域内に持つ。山手線の繁華街の中でも下町的な雰囲気を残す。上野駅から御徒町駅にかけて、全国的に著名なアメヤ横丁（通称：アメ横）が位置している。上野公園南側の上野仲町通は歓楽街的な雰囲気をもつ。また上野は戦前から男娼が集まったゲイ・タウンとしても知られる。
上野駅は東京でも屈指のターミナル駅であり、かつては北関東や東北地方などの寝台優等列車や新幹線の起点として、東京の「北の玄関口」の機能を果たしていた。
上野公園は東京国立博物館や国立西洋美術館、東京都美術館などの博物館や美術館が日本で最も集積した地域であり、また東京芸術大学上野キャンパスや東京大学（所在地としては文京区本郷）も近くにあるため「文化・芸術・学問」の街としての性格をもつ。他にも上野公園内には日本最古の動物園である上野動物園が位置しており、国内外から多くの観光客を集める。
和文通話表で、「う」を送る際に「上野のウ」という。

## 地理
下谷地域の南部に位置し、千代田区（外神田）・文京区（湯島）との区境に当たる。
地形は、上野恩賜公園のある上野山が北区の方面から伸びる上野台地（武蔵野台地の分脈）の先端部分に当たる。下谷地域に属する。正確には台地である上野山は標高20mほどの高さを持ち、上野の街は上野山の東と南に開けている。上野台地の西には東京大学の位置する文京区の本郷台地があり、上野公園西南部にある不忍池はもともと両台地の間の谷（谷中・根津）を流れてきた谷田川（藍染川）が流れ込む場所に自然に形成された池である。現在では谷田川は地表から消滅し、不忍池も面積を縮小させている。

## 歴史

### 戦国時代
戦国時代には『小田原衆所領役帳』に江戸上野という記述が見られ、北条領であった。

### 江戸時代

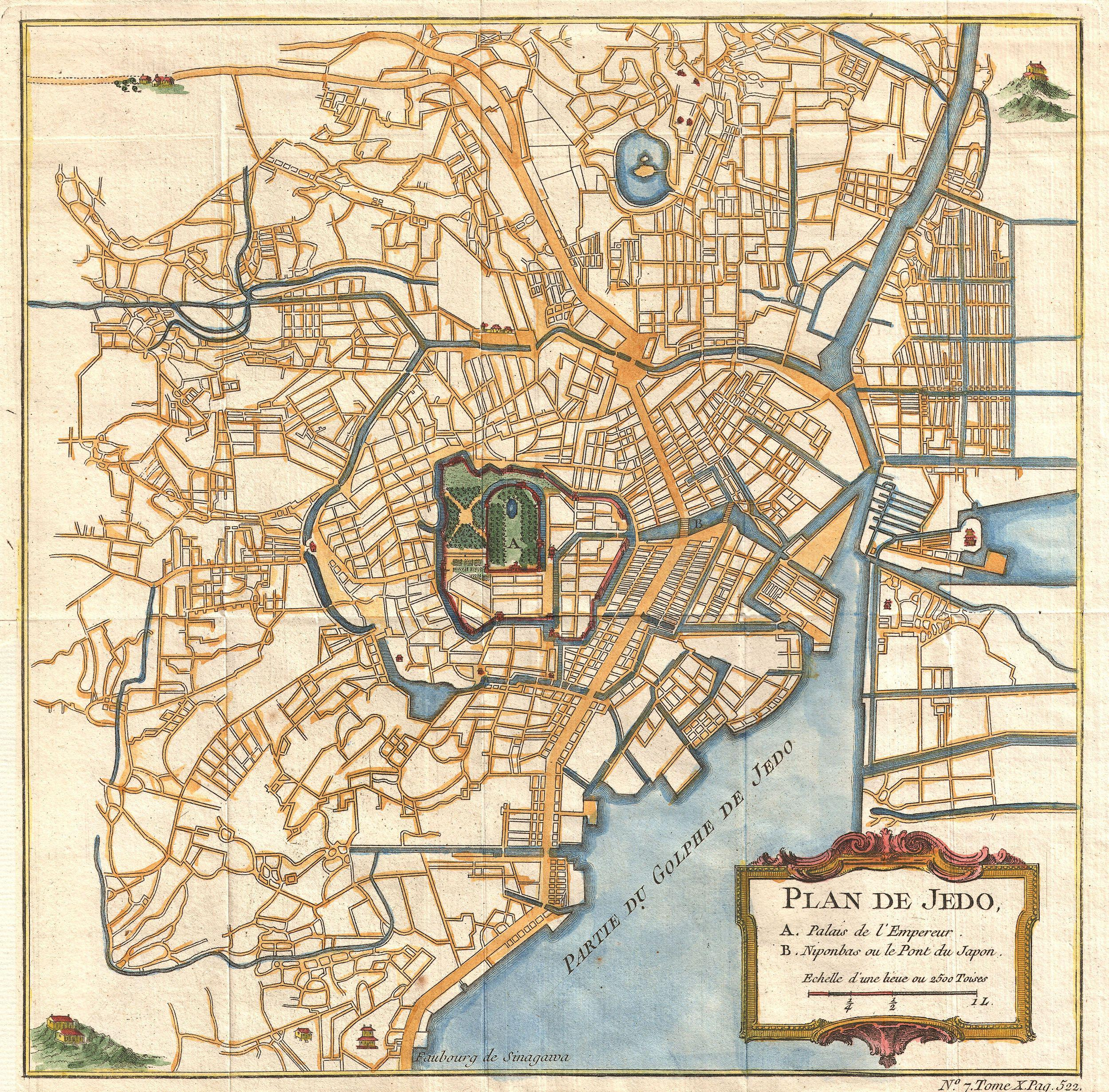
1752年の地図上の不忍池（中央上やや右）。シュリ画。

上野山は、戦国時代には忍岡（しのぶのおか）と呼ばれており、元々江戸においては人口の少ない地域であった。
1603年に江戸幕府が開かれた頃、忍岡には、伊賀国上野（現・三重県伊賀市）を本拠地とする外様大名・藤堂高虎の屋敷が置かれた。
後に徳川将軍家の菩提寺である寛永寺が建立され、門前町が開けた。この頃から、寛永寺付近の一帯を「上野」と呼ぶようになる。これは、藤堂家の所領である上野（三重県伊賀市）に地形が似ていたためと言われている。寛永寺には歴代将軍の墓も建てられ、江戸幕府から保護されたので繁栄し、それに伴って門前町の上野も発展した。上野寛永寺は、江戸城から見て陰陽道上の鬼門に当たり、京都の延暦寺（京都から見た場合は北東）に擬えた江戸鎮護の寺でもあった。地名発祥の三重県伊賀市上野は、現在は「伊賀上野」と呼ばれることが多い。
明暦の大火後には上野に広小路が設置された。ただし、当時の上野広小路は現在の上野駅付近にあり、現在の広小路は江戸時代には「下谷広小路」と呼ばれていた。

### 明治時代以後
1868年に新政府軍と彰義隊による上野戦争で寛永寺が焼失し、その跡地が上野公園となった。その後、東京市15区6郡制の下で、上野公園とかつての門前町は下谷区に編入される。
1883年の上野駅開業後には、上野駅が東北本線の始発駅となったことから、東京の北の玄関口の役割を担うようになり、街も発展した。1947年に東京都の区が23区に再編されると、下谷区と浅草区が合併し、台東区となるとその一部となり、現在に至っている。

### 第二次世界大戦後
第二次世界大戦後、戦災や外地からの引揚げなどで行き場を失ったホームレスや戦災孤児が多数、駅の地下街や周辺で寝起きするようになった。彼らの置かれた環境は劣悪で、しばしば凍死者が出たほか、発疹チフスなどに流行元になることがあった。一方で路上生活の孤児達は闇市で食べ物拾いをしていると屋台の主人に仕事の手伝いを手配されて駄賃を貰って食事にありつくこともあった。このようなテキ屋を行っていた暴力団筋は当時町の顔役みたいな役割を持っており、警察からも闇市の取り締まりを求められていたため、後年の社会的弱者を食い物にする反社会勢力と異なりまだ人情というものがあった。人通りの多さから闇市が形成されアメヤ横丁に発展。駅周辺に繁華街が形成された。また、パチンコが流行し始めると昭和通りを挟んだ向かいにはパチンコ関連企業が集まる「パチンコ村」（住所としては東上野）と呼ばれるエリアが形成。駅周辺には小規模なパチンコ店が多数出店するようになった。また、1980年代には昭和通り沿いにバイク店、バイク用品店が多数出店していた時期があったが、21世紀現在は多数が退店して数店が残るのみとなっている。

### 21世紀
2019年（令和元年）10月1日、東京都は上野一丁目、四丁目及び六丁目を暴力団排除条例に基づき暴力団排除特別強化地域に指定。
地域内では暴力団と飲食店等との間で、みかじめ料のやりとりや便宜供与などが禁止され、違反者は支払った側であっても懲役1年以下または罰金50万円以下の罰則が科されることとなっている。

### 地名の由来
「上野」という地名の由来には諸説有る。
- 当地にも縁のある藤堂高虎が、当地の地形が本拠地の一つである「上野」（うえの/いわゆる伊賀上野/現在の三重県伊賀市上野）に似ている点から「上野」と命名したという説。
- 小野篁が「上野」（こうずけ/かつての令制国/現在の群馬県）の国での任を終えて京へ帰る途中で、当地に館を建ててしばらく滞在し、その際地元の人が篁のことを呼んだ「上野殿」が地名になったという説。
- 付近の「下谷」（したや）に対して、「上野」と呼ばれるようになったという説。
- ソメイヨシノの原木が植えられたことに因むという説。

## 世帯数と人口
2025年（令和7年）3月1日現在（台東区発表）の世帯数と人口は以下の通りである。
| 丁目       | 世帯数    | 人口    |
| ---------- | --------- | ------- |
| 上野一丁目 | 487世帯   | 715人   |
| 上野二丁目 | 105世帯   | 149人   |
| 上野三丁目 | 537世帯   | 782人   |
| 上野四丁目 | 12世帯    | 25人    |
| 上野五丁目 | 448世帯   | 596人   |
| 上野六丁目 | 115世帯   | 186人   |
| 上野七丁目 | 790世帯   | 1,313人 |
| 計         | 2,494世帯 | 3,766人 |

### 人口の変遷
国勢調査による人口の推移。
| 年                 | 人口  |
| ------------------ | ----- |
| 1995年（平成7年）  | 2,397 |
| 2000年（平成12年） | 2,472 |
| 2005年（平成17年） | 2,819 |
| 2010年（平成22年） | 3,066 |
| 2015年（平成27年） | 3,752 |
| 2020年（令和2年）  | 3,911 |

### 世帯数の変遷
国勢調査による世帯数の推移。
| 年                 | 世帯数 |
| ------------------ | ------ |
| 1995年（平成7年）  | 972    |
| 2000年（平成12年） | 1,126  |
| 2005年（平成17年） | 1,322  |
| 2010年（平成22年） | 1,810  |
| 2015年（平成27年） | 2,306  |
| 2020年（令和2年）  | 2,506  |

## 学区
区立小・中学校に通う場合、学区は以下の通りとなる（2023年9月現在）。
| 丁目       | 番地                                 | 小学校             | 中学校                   |
| ---------- | ------------------------------------ | ------------------ | ------------------------ |
| 上野一丁目 | 全域                                 | 台東区立黒門小学校 | 台東区立上野中学校       |
| 上野二丁目 | 全域                                 | 台東区立黒門小学校 | 台東区立上野中学校       |
| 上野三丁目 | 1〜9番 27番1〜6・11〜13号            | 台東区立黒門小学校 | 台東区立御徒町台東中学校 |
| 上野三丁目 | 10〜26番 27番7〜10・14号 28〜29番    | 台東区立黒門小学校 | 台東区立忍岡中学校       |
| 上野四丁目 | 全域                                 | 台東区立黒門小学校 | 台東区立忍岡中学校       |
| 上野五丁目 | 1〜9番                               | 台東区立平成小学校 | 台東区立御徒町台東中学校 |
| 上野五丁目 | 10〜19番 20番1〜4・11〜16号 21〜27番 | 台東区立黒門小学校 | 台東区立御徒町台東中学校 |
| 上野五丁目 | 20番5〜10号                          | 台東区立黒門小学校 | 台東区立忍岡中学校       |
| 上野六丁目 | 5〜16番                              | 台東区立黒門小学校 | 台東区立忍岡中学校       |
| 上野六丁目 | 1〜4番                               | 台東区立黒門小学校 | 台東区立御徒町台東中学校 |
| 上野七丁目 | 全域                                 | 台東区立上野小学校 | 台東区立忍岡中学校       |

## 事業所
2021年（令和3年）現在の経済センサス調査による事業所数と従業員数は以下の通りである。
| 丁目       | 事業所数    | 従業員数 |
| ---------- | ----------- | -------- |
| 上野一丁目 | 335事業所   | 6,643人  |
| 上野二丁目 | 312事業所   | 3,210人  |
| 上野三丁目 | 625事業所   | 7,463人  |
| 上野四丁目 | 276事業所   | 2,859人  |
| 上野五丁目 | 757事業所   | 10,278人 |
| 上野六丁目 | 684事業所   | 6,021人  |
| 上野七丁目 | 544事業所   | 6,897人  |
| 計         | 3,533事業所 | 43,371人 |

### 事業者数の変遷
経済センサスによる事業所数の推移。
| 年                 | 事業者数 |
| ------------------ | -------- |
| 2016年（平成28年） | 3,229    |
| 2021年（令和3年）  | 3,533    |

### 従業員数の変遷
経済センサスによる従業員数の推移。
| 年                 | 従業員数 |
| ------------------ | -------- |
| 2016年（平成28年） | 41,559   |
| 2021年（令和3年）  | 43,371   |

### 主な企業
- アブアブ赤札堂本社
- 吉池本社
- 丸善本社

## 施設
教育（学校）
- 台東区立黒門小学校
- 岩倉高等学校
- 東京都立上野高等学校

## 観光
名所・史跡
- アブアブ赤札堂 上野店 / 広小路店
- アメヤ横丁
- 鈴本演芸場
- 松坂屋上野店
- 吉池 本店

寺社
- 徳大寺（下谷摩利支天）

## 交通
鉄道
- JR東日本 上野駅（ 京浜東北線  山手線  宇都宮線  高崎線  常磐快速線 ■上野東京ライン）
- 東京メトロ銀座線  上野駅 - 東京メトロ日比谷線への連絡通路が設けられている。
- 都営地下鉄大江戸線  上野御徒町駅
- 東京メトロ銀座線  上野広小路駅
- 東京メトロ日比谷線  仲御徒町駅
- JR東日本 御徒町駅（ 京浜東北線  山手線）
- 京成本線  京成上野駅 - 出入口が設けられている。（所在地：上野公園）

新幹線
- JR東日本 上野駅（ 東北・山形・秋田・上越・北陸新幹線）

道路
- 国道4号（昭和通り）
- 東京都道403号大手町湯島線（昌平橋通り）
- 東京都道437号秋葉原雑司ヶ谷線（不忍通り・中央通り）
- 東京都道452号神田白山線（中央通り）
- 東京都道453号本郷亀戸線（春日通り）

首都高速道路・出入口
- 首都高速1号上野線
- 上野出入口

## 画像一覧

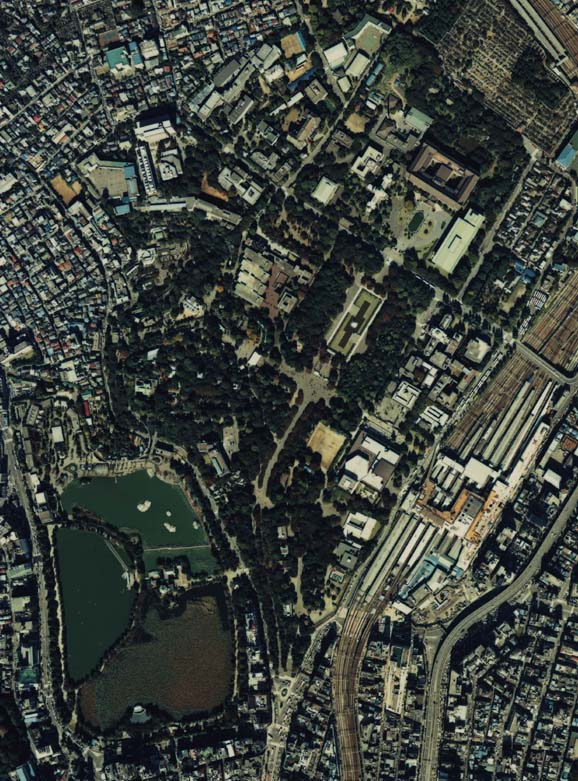
1984年撮影、上野付近の航空写真
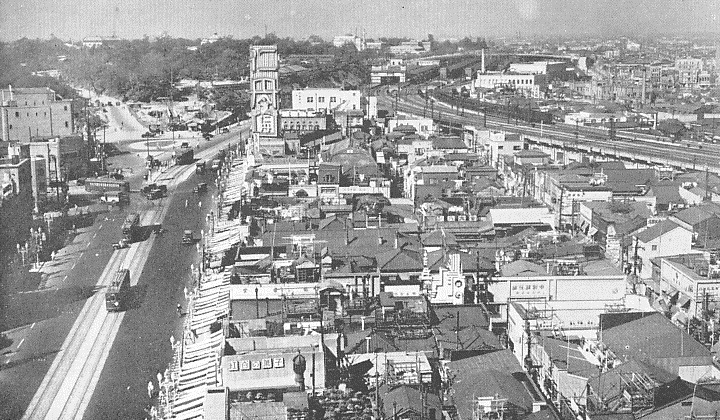
1930年代の上野の眺望

## その他

### 日本郵便
- 郵便番号 : 110-0005[3]（集配局 : 上野郵便局[21]）。